# 唐敬宗
唐敬宗李湛（809年7月22日—827年1月9日），唐朝皇帝。唐穆宗长子。他是唐朝第16任皇帝（除去武则天以外），15歲即位，824年－827年在位，在位3年，得年17岁。

## 生平
元和四年六月七日，生于东内（大明宫）之别殿，父亲唐穆宗时为遂王。母王氏是他的妾室。元和十五年，祖父唐宪宗逝世，父亲继位，是为唐穆宗。长庆元年（821年）三月，封景王。二年十二月，立为皇太子。四年正月壬申，父亲穆宗逝世。癸酉，李湛柩前即位，时年十五。
即位后，与父亲一样奢侈荒淫。沉迷擊鞠，喜歡半夜在宮中捉狐狸（打夜狐），史称“视朝月不再三，大臣罕得晉见”。宦官王守澄把持朝政，勾结权臣李逢吉，排斥异己，败坏纲纪。导致官府工匠突起暴动攻入宫廷的事件。寶曆二年十二月初八为宦官刘克明等人杀害，死后谥号为睿武昭湣（愍）孝皇帝。

## 家庭

### 后妃
敬宗沒有冊立皇后
- 贵妃郭氏

### 姬侍
- 舞姬飞鸾
- 舞姬轻凤[1]

### 子女

#### 子
据《旧唐书 列传第一百二十五》所记，敬宗至少有六子，但有五子有明确记录，贵妃郭氏生李普、李言扬，其他王子的生母資料已失。
1. 晉王→悼懷太子李普，长子
2. 梁王李休复，第二子
3. 襄王李執中，第三子
4. 纪王李言揚，第四子
5. 陈王李成美，第六子

粗體字為死後追贈
另《宋史·李涛传》载李涛十世祖为敬宗子郇王李玮，误。敬宗诸子无李玮，且敬宗距李涛不足百年，不可能为其十一世祖。结合《新唐书·宗室世系表》《资治通鉴》等，李涛十世祖应为唐高祖叔父郇王李祎。

#### 女
唐敬宗有3位女儿。
1. 永兴公主
2. 天长公主
3. 宁国公主（薨于广明年间）